# پر بولوند

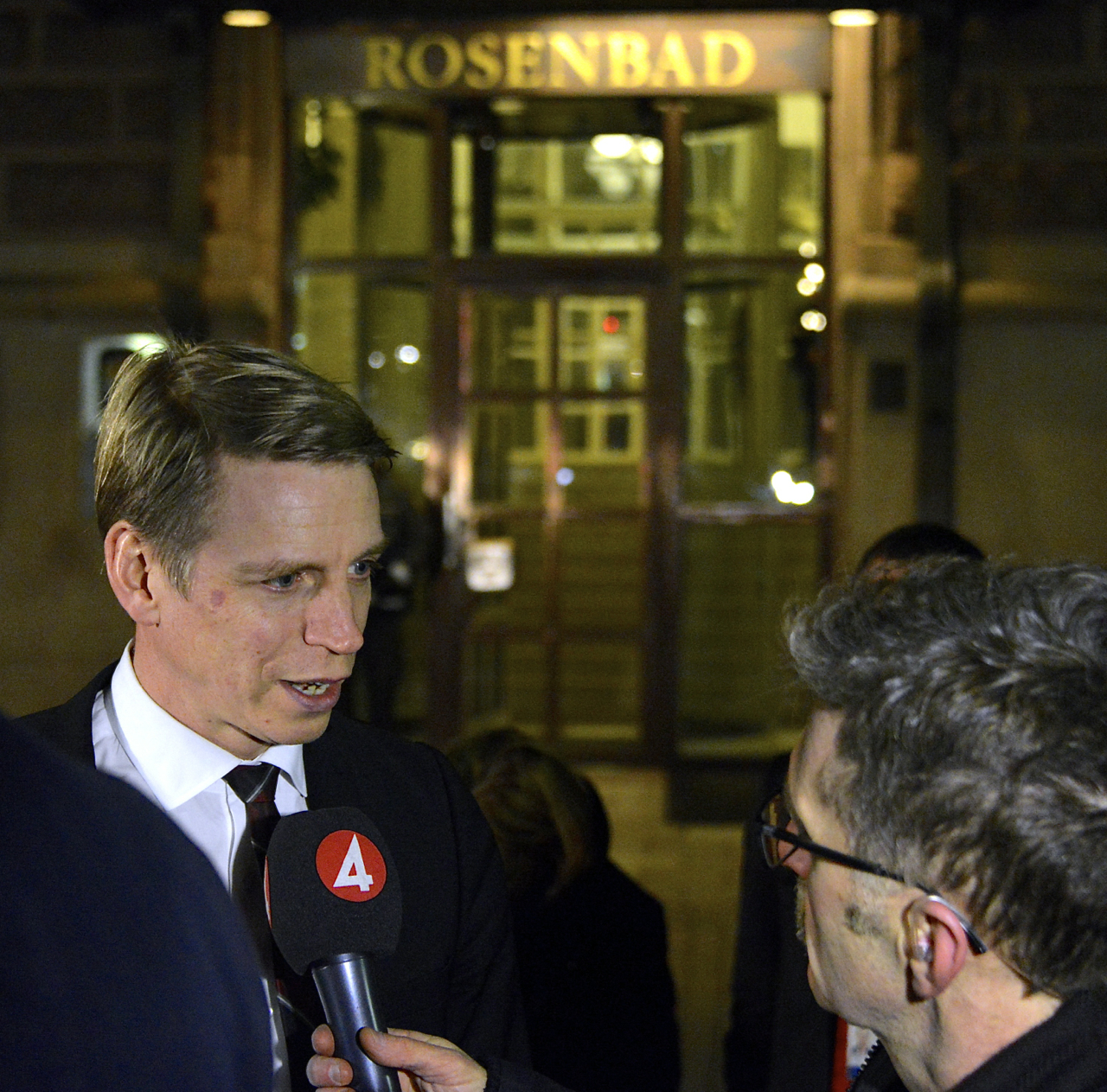
پس از آن که دولت یک جلسه بحران با اتحاد را به دلیل اینکه دموکرات‌های سوئد گفته بودند در اوایل روز به بودجه اتحاد رای خواهند داد، در غروب روز ۲ دسامبر ۲۰۱۴، با اولف کریستوفرسون، گزارشگر سیاسی TV4 در خارج از روزنباد مصاحبه می‌کند.

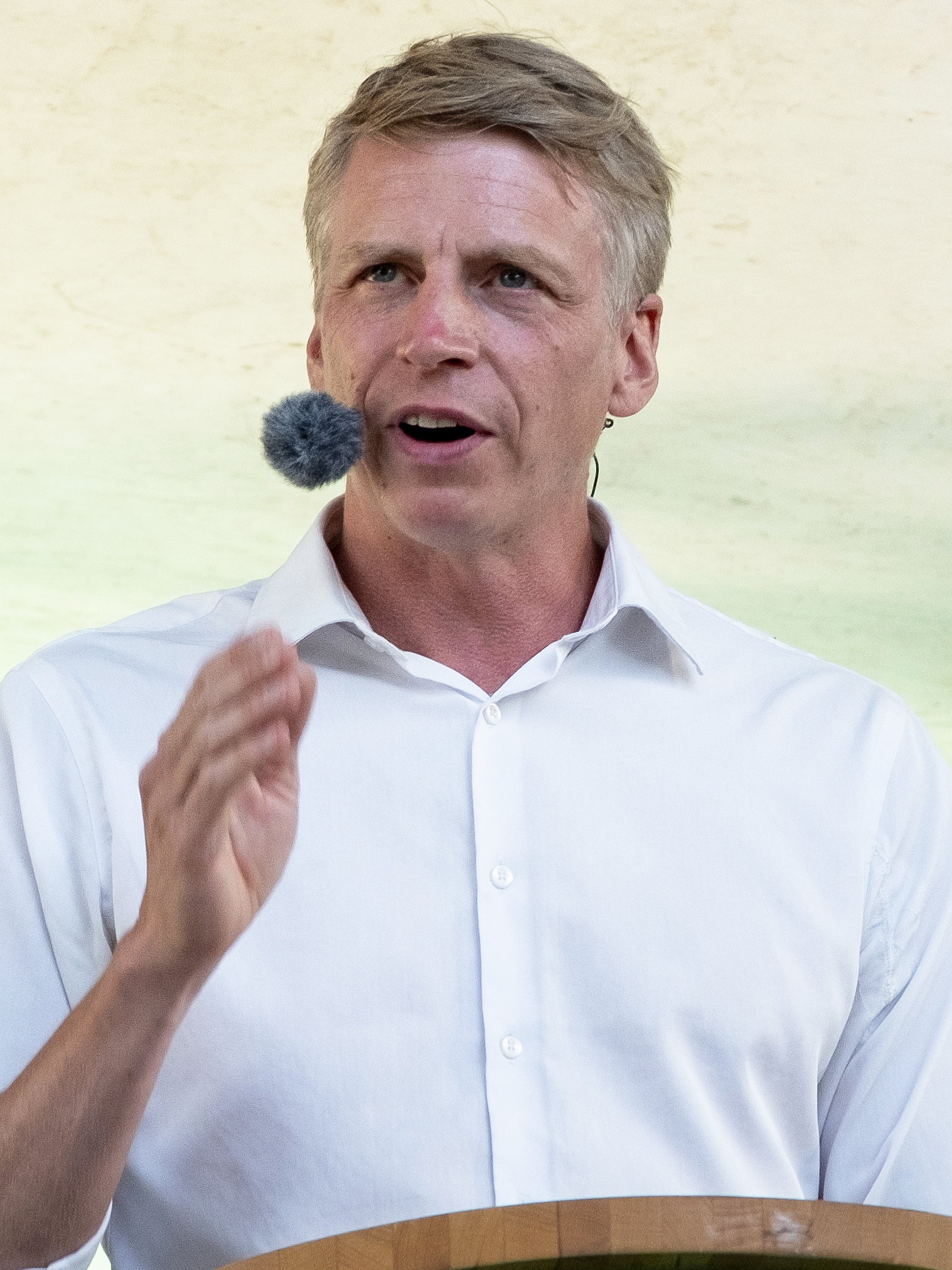

پر دانیل بولوند (سوئدی:Per Daniel Bolund)، متولد ۳ ژوئیه ۱۹۷۱ در محله هسلبی در استکهلم، یک سیاستمدار سوئدی در حزب سبز و زیست‌شناس است. او بین فوریه و نوامبر ۲۰۲۱ وزیر محیط زیست و آب و هوا در دولت‌های اول و دوم استفان لوون بود. او قبلاً از سال ۲۰۱۴ معاون بازار مالی و معاون وزیر دارایی و از سال ۲۰۱۹ وزیر مسکن سوئد در دولت‌های اول و دوم استفان لوون بود. از ۴ مه ۲۰۱۹، او اولین سخنگوی حزب سبز، ابتدا با ایزابلا لوین و از ژانویه ۲۰۲۱ همراه با مرتا استنیوی بوده‌است.
پر بولوند بین ۵ فوریه ۲۰۲۱ و ۳۰ نوامبر ۲۰۲۱، عنوان تشریفاتی معاون نخست‌وزیر را دارا بود.

## زندگی‌نامه
پر بولوند فرزند پروفسور لارس بولوند و کریستینا تراپ بولوند است. بین سالهای ۱۹۹۲ و ۱۹۹۶ در دانشگاه استکهلم و دانشگاه استرلینگ اسکاتلند تحصیل کرد و مدرک کارشناسی ارشد خود را در رشته زیست‌شناسی گرفت. بین سال‌های ۱۹۹۷ و ۱۹۹۹، بولوند دستیار پژوهشی در پروژه‌ای بود که مطالعات استراتژیک زیست‌محیطی را پیرامون چشم‌اندازهای آینده حمل‌ونقل پایدار و توسعه شهری پایدار انجام داد. بین سال‌های ۲۰۰۰ و ۲۰۰۲، او تحصیلات دکترا را در دپارتمان اکولوژی سیستم، در دانشگاه استکهلم آغاز کرد، اما این دوره را ادامه نداد.

## زندگی سیاسی
پر بولوند در انتخابات سال ۲۰۰۶ به عنوان نماینده پارلمان انتخاب شد، زیرا یکی از اعضای حزب، اوسا رامسون از کرسی استعفا داد. بولوند از سال ۲۰۰۲ تا ۲۰۰۶ یک کارشناس سیاسی در وزارت تجارت و صنعت سوئد بود و بنابراین یکی از سمت‌هایی را در این وزارتخانه داشت که حزب سبز و چپ به عنوان بخشی از همکاری با دولت وقت دریافت کردند. او سپس مسئول مسائل مربوط به زیرساخت، سیاست ترافیک، مسائل فناوری اطلاعات و مالیات تراکم در استکهلم بود. بولوند کرسی خود را در ریکسداگ در سال ۲۰۱۰ از دست داد اما به عضویت شورای شهر استکهلم انتخاب شد و یکی از اعضای مخالف حزب سبز در شهرداری استکهلم شد. وی همچنین از ۲۰۰۲ تا ۲۰۰۶ عضو شورای شهر بود. در سپتامبر ۲۰۱۱، او دوباره به عضویت پارلمان شهرداری استکهلم درآمد.
پر بولوند در ۳ اکتبر ۲۰۱۴، به عنوان وزیر بازارهای مالی و امور مصرف‌کنندگان و معاون وزیر دارایی در دولت استفان لوون منصوب شد. در آوریل ۲۰۱۶، بولوند پس از برکناری مهمت کاپلان از سمت خود به عنوان وزیر کشور، توسط نخست‌وزیر استفان لوفن، سرپرست وزارت مسکن شد. در ۲۴ ژانویه ۲۰۱۹، بولوند اعلام کرد که در ارتباط با استعفای گوستاو فریدولین در ماه مه همان سال، برای پست سخنگوی حزب سبز نامزد شد. در ۴ می، کنگره حزب بولوند را به عنوان سخنگوی جدید انتخاب کرد. او نامزد مخالف را با آرای ۱۷۱ به ۸۷ شکست داد. در ترمیم دولت در ۵ فوریه ۲۰۲۱، بولوند به عنوان وزیر محیط زیست و اقلیم منصوب شد و عنوان تشریفاتی معاون نخست‌وزیر را نیز دریافت کرد.